# Johann Michael Voit
Johann Michael Voit (* 15. Dezember 1771 in Ansbach; † 30. Oktober 1846 in Augsburg) war ein deutscher Architekt und Vater des Architekten August von Voit.

## Leben
Voit studierte ab 1789 in Erlangen und Göttingen Mathematik, anschließend in Berlin Land- und Wasserbau bei Johann Albert Eytelwein und David Gilly. 1791 ging er an die Akademie St. Anna in Wien, in den folgenden Jahren bereiste er Norditalien. In die Heimat zurückgekehrt begann er ein Praktikum an der Bauinspektion in Schwabach, gleichzeitig leitete er den väterlichen Maurerbetrieb. Es folgte eine Tätigkeit als Zeichner bei der Baudirektion in Ansbach, an die sich die Tätigkeit als preußischer Kreisbaukondukteur in Wassertrüdingen anschloss. Nachdem dieser Ort 1807 an Bayern gefallen war, wurde Voit zunächst in bayerische Dienste übernommen, bald darauf aber wegen Arbeitsmangels beurlaubt. 1809 erfolgte die Ernennung zum Kreisbauinspektor in Ulm, die aber nach einem Jahr durch die Versetzung in den Ruhestand beendet wurde. Es folgte eine Tätigkeit als Ingenieur und Geograph bei der Aufnahme der im Pariser Staatsvertrag neu festgelegten bayerisch-württembergischen Grenze. 1812 wurde Voit provisorisch Kreisbauinspektor in Eichstätt, 1817 Kreisbauinspektor bei der Regierung des Oberdonaukreises in Augsburg. 1826 erfolgte die Ernennung zum Ingenieur I. Klasse bei der Bauinspektion Augsburg I. 1838 wurde Voit als Bezirksingenieur nach Mindelheim versetzt. Nach dem Eintritt in den Ruhestand 1840 lebte Voit bis zu seinem Tod in Augsburg.

## Werk
Voit veröffentlichte verschiedene Handbücher und Musterentwürfe, die der Revolutionsarchitektur zugerechnet werden. Zu nennen sind:

### Bauten
- Kirche, Protestantischer Friedhof Augsburg (mit August von Voit)
- Pfarrkirche St. Pankratius in Aretsried
- Kirche in Waldberg (Bobingen) (1817)
- Pfarrhaus in Kleinaitingen (1829/30)
- Ehemaliges Pfarrhaus in Salgen (1831)

### Entwürfe
- Entwurf für ein Gefängnis, 1799
- Entwurf für ein Theater, um 1810 (?)
- Entwurf für ein Heil- und Erholungshaus
- Eingabeplanung für ein Gartenpalais, um 1818
- Entwurf für ein Gefallenendenkmal
- Denkmalsentwurf

### Veröffentlichungen
- Handbuch der landwirthschaftlichen Baukunst. 2 Teile 1817.
- Beytraege zur allgemeinen Baukunde. Augsburg/Leipzig o. J.
- Über die Anlegung und Umwandlung der Gottesäcker in heitere Ruhegärten der Abgeschiedenen, Augsburg 1825 (Unveränderter Nachdruck: Administration des Protestantischen Friedhofes, Augsburg 1997)
- Die Landbaukunst in allen ihren Haupttheylen. 4 Bde. Augsburg 1826–1828.